# Hălchiu
Hălchiu (deutsch Heldsdorf, siebenbürgisch-sächsisch Hälzdref, ungarisch Höltövény) ist eine Gemeinde im Kreis Brașov im Burzenland in der Region Siebenbürgen in Rumänien.
Der Ort befindet sich 16 km von der Kreishauptstadt Brașov (Kronstadt), 11 km von Codlea (Zeiden) und 8 km von Feldioara (Marienburg) entfernt.

## Geschichte
Die Ortsgründung erfolgte nach der Verleihung des Burzenlandes an die Deutschordensritter (mehr dazu hier). Heldsdorf wurde erstmals als freie Gemeinde des früheren Burzenländer Distrikts in einem königlichen Privileg aus dem Jahre 1377 erwähnt. Ein Jahr danach ist in den Urkunden ein Flurstreit verzeichnet, der einen Vergleich mit der Nachbargemeinde Marienburg nach sich zog.
Während des großen Türkeneinfalls (1421) wurde das Dorf stark verwüstet, so dass ihm König Sigismund zunächst für ein Jahr und danach für zehn Jahre die Steuern erließ.
In einer Beurkundung (1471) der Grundherrschaft Kronstadts über Neudorf ist der Ortsvorsteher Venceslaus aus Heldsdorf Zeuge.
Die Steuererhebung aus dem Jahre 1510 verzeichnete in Heldsdorf: 100 Hauswirte, vier Witwen, vier arme Leute, fünf Hirten, je einen Müller, Amtsdiener, Schulmeister und Glöckner sowie ein Kirchenhaus und vier wüste Häuser.
In gemeinsamer Anstrengung legten die Heldsdorfer zusammen mit den Bewohnern aus Wolkendorf, Zeiden und Marienburg 1517 den Neugraben an, der die Burzen mit der Homorod verbindet.
Weitere türkische Einfälle erfolgten 1432 bzw. 1438 und bewogen die Einwohner, ihre Kirchenburg zu errichten.
Im Unterschied zu den meist kreisförmigen Ringmauern der Kirchenburgen im Burzenland entstand hier ein rechteckiger, doppelter Mauergürtel mit Wehrtürmen an den Ecken, umgeben von einem Wassergraben. Die gesamte Wehranlage wurde Ende des 19. Jahrhunderts zum Neubau der Schule und des Rathauses abgetragen.
Von den kriegerischen Ereignissen im 16. und 17. Jahrhundert wurden auch die Heldsdorfer nicht verschont. 1599 fiel die Kirchenburg in die Hände der Truppen Michaels des Tapferen, des Fürsten der Walachei. 1658 waren es Türken und Tataren, die 1683 auch das gesamte Vieh des Dorfes raubten. 1705 plünderten kaiserliche Soldaten und 1708 die Kuruzen den Ort.
In den Jahren 1718 bis 1719 erlagen 567 Heldsdorfer der Pest – davon 133 rumänische Bewohner und 19 Ortsfremde.
Am 14. Januar 1945 wurden insgesamt 306 Bewohner Heldsdorfs in die Sowjetunion deportiert. 47 Menschen überlebten die Deportation nicht.
Im Jahre 2009 wurden noch 126 Mitglieder der evangelischen Gemeinde gezählt (Siebenbürger Sachsen).

## Persönlichkeiten
- Sabine Wagner (* 1966), deutsche Handballspielerin